# Obernesselgraben

Obernesselgraben um 1870

Obernesselgraben, auch Obernößlgraben genannt,  war eine Einöde im Landgericht Reichenhall. Die nur hundert Meter voneinander entfernten Einöden Unternesselgraben und Obernesselgraben wurden auch gemeinsam als Weiler Nesselgraben bezeichnet. Das Aufschlagwasser für die treibenden Wasserräder im Ober- und Unternesselgraben wurde über lange Rohrleitungen hergeleitet.
Der Obernesselgraben war Standort eines Brunnhauses der Soleleitung von Reichenhall nach Traunstein, das nicht erhalten ist. Die Sole wurde von hier zum Hochbehälter transportiert, bei einer Förderhöhe von 163 Schuh und vier Zoll (etwa 48 Meter).
Als im Zuge der Modernisierung der Soleleitung zwischen 1808 und 1810 durch Georg Friedrich von Reichenbach die bisherigen Pumpen durch die wesentlich leistungsfähigere Wassersäulenmaschine ersetzt wurden, entfiel das Brunnhaus Obernesselgraben. Die Pumpleistung wurde ab 1810 nur noch durch das Brunnhaus Unternesselgraben erbracht.
Das Gebiet, in dem sich heute auch die denkmalgeschützte Antonibergkapelle befindet, gehört zum Bad Reichenhaller Ortsteil Thumsee, Gemarkung Karlstein.

## Lage
Heute befindet sich an der Lage des ehemaligen Brunnhauses die Westseite des nördlichen Portals des Antonibergtunnels der Staatsstraße 2101 in der Gemarkung Karlstein der Gemeinde Bad Reichenhall.